# Beast Wars II
Beast Wars II (conocido también como Beast Wars Second o Beast Wars the Second) es la línea de juguetes, serie de televisión y película animada para el año 1998. Se creó debido a que había demanda de productos de Beast Wars mientras aún se estaba doblando las dos nuevas temporadas de Beast Wars (Mainframe) en Japón. Por lo que es una serie exclusiva de tierras niponas, aunque también se llegó a emitir en Corea del Sur. Tiene una secuela llamada Beast Wars Neo.
La serie de televisión, a diferencia de Beast Wars, usó animación tradicional. El contexto de la serie era el tema naturaleza versus industria, (tema que posteriormente se usaría en la continuación de Beast Wars: Beast Machines) los Maximals adquieren formas de animales, en cambio los Predacons se transforman en vehículos de construcción y maquinaria militar, aunque posteriormente adoptarían formas de cyber-animales. La serie tiene un tono mucho más ligero y fue destinado a un público más infantil, cosa que no gustó demasiado a los aficionados japoneses.
Nota: en lugar de usar los nombres japoneses de las dos facciones guerreras (Cybertron y Destron) se usarán los occidentales (Maximal y Predacon) para evitar confusiones. En Japón no hubo cambios en los nombres de las facciones como en occidente, donde se mantuvieron los originales.

## Historia
La historia de la serie transcurre en el planeta Gaia, que es la Tierra 300 años en el futuro. Allí, los heroicos Maximals, liderados por Lio Convoy, deben de detener a los malvados Predacons, liderados por Galvatron, para evitar que roben la energía energon del planeta.
Los sucesos ocurren paralelos a los hechos acontecidos en la primera temporada de Beas Wars de la serie de Mainframe.

## Personajes

### Los Heroicos Maximals
La joven tripulación del Star Voyager se encuentra en un extraño planeta con una misteriosa e imponente energía llamada Angolmois. Deben defender esta nueva Gaia de las fuerzas de Galvatron y sus Predacons o ser destruidos en el despertar de la ambición del líder enemigo.
- Lio Convoy/Leo Prime

Honesto, con un fuerte sentido de lo correcto y lo que no es, aunque a veces su seriedad parece humorística. Lio Convoy tiene un lado duro y carrera-militar a él, pero tiene también una gentileza humana. A veces se comporta como si supiera algo acerca de los secretos del planeta donde la batalla ocurre. Adopta la forma de un león blanco.
- Apache

Es una figura fría, serena y autoritaria, pero también ha mostrado un lado levemente excéntrico desde que se empezó a transformarse en un mandril, gruñendo desde entonces. En su cuerpo posee gran cantidad de armas, y su tercer modo, el de artillería, es realmente potente. Disfruta con la música Heavy Metal.
- Bighorn

Carga impetuosamente; odia mostrar su espalda al enemigo. Tiene un lado apacible y es amante de la naturaleza. En particular, le gustan las flores rojas, e incluso se pinta el cuerpo de ese color. Su arma es un misil que dispara desde su boca y su cola es el gatillo. Sus compañeros controlan el gatillo mientras él se concentra en apuntar al objetivo. Se transforma en un bisonte.
- Scuba

Es el más rápido en el agua de los Maximals, Scuba agarra a sus enemigos con sus tentáculos, drenándolos de su energía con sus ventosas, entonces da el golpe final con sus afilados colmillos. Un tipo tímido, dada la elección, prefiere estar solo, y es rápido en ver el lado oculto de las cosas. De algún modo, tiene un gran talento con la caligrafía, y es por ello que le piden que escriba cartas de amor, informes de batalla, etcétera. ¡"Dije que yo no lo haría, así que olvídalo"! responde generalmente. Se transforma en un calamar.
- Tasmania Kid

El ídolo y bromista de los Maximals, Quieren que lo reconozcan como un completo guerrero. Las situaciones que resultan de sus ambiciones frecuentemente acaban en situaciones peores. Adora la aventura y se quedará afuera durante la noche sin permiso, para llenarse de la naturaleza y hace que Lio Convoy se vuelva loco por infligir sus órdenes. Se transforma en un demonio de Tasmania. Tiene unos dientes agudos conocidos como los "Colmillos de Tasmania" y se especializa en ataques mordaces.Originalmente se iba a transformar en un halcón pero justo al escanear un demonio de tasmania se puso enfrente de su visor escaneando accidentalmente al animal 
- Diver

Un guardia estacionado en la base Niágara. Diver tiene el mayor poder de salto de todos los Maximals. Prudente y tímido, y también bastante descuidado, evita generalmente el trabajo peligroso diciendo, "a mi abuelo le daría algo...” Por otro lado, movido por la amistad, a menudo ha conocido el lado peligroso. En modo de rana, Diver no posee armas, pero puede coger a sus enemigos por sorpresa con su lengua-maza. Su especialidad es cantar, y canta rap para sí mismo. Cuándo se le sorprende en modo robot, de repente su cuello sale despedido alcanzando su mayor longitud.
- Ikard

Su nombre es Ikard Oktoba Barx, él y Scuba son primos y amigos desde su niñez. Ikard es como el hermano mayor de Scuba, y le enseñó el ataque de Surumerang que es la especialidad de éste. Normalmente, él es un tipo fresco que anda sin rumbo fijo por el espacio, jugando un papel destacado en la cooperación con las fuerzas de Cybertron. Por otro lado, él tiene también un lado apacible, y siempre está preocupado por su primo Scuba, luchando en el lejano planeta Gaia. Ikard es bastante erudito, y se le conoce como un historiador.
- Star Upper

Un canguro boxeador, muy orgulloso de sus victorias, pero teme no ser lo suficientemente bueno para ser un auténtico guerrero. Muy fuerte en ambos modos, usa más ataques combinados que cualquier otro Maximal. Personaje exclusivo del manga.
- Lio Junior

Lio Junior fue creado por la influencia de la energía buena Angolmois sobre la Matriz del pecho de Lio Convoy. Posee una personalidad inocente, libre y salvaje. La cola llega a ser un látigo, mientras sus cuernos gemelos que se extienden de su melena despiden esferas de energía Angolmois. Además, su melena se puede desplegar en dos “alas”, con las que puede planear sobre cortas distancias. 
- Skywarp

Instructor de combate aéreo que llegó como refuerzo desde Cybertron como tropa de Lio Junior. Aunque estricto, tiene más consideración que cualquiera hacia los guerreros más jóvenes de Cybertron. Parte de sus alas llegan a ser espadas y posee generadores de súper-oscilación en las puntas de las alas. Combinando estos con sus estampidos sónicos, limpia el terreno alrededor de él. Y si eso no es suficiente, puede disparar de sus las alas misiles.
- Santon

Santon llegó junto con Skywarp como refuerzo como tropa de Lioconvoy. Santon es un filántropo que valora sumamente la santidad de la vida. En el modo de bestia, tiene cañones de Ki-Disparo detrás de orejas, aunque estos no tienen capacidad de matar ni herir. Puede pisar muy fuerte con los pies y sacudir el suelo produciendo temblores, una habilidad tremenda que deja a sus enemigos incapaces de estar de pie. Puede proyectar también su barrera protectora de sus colmillos. Transforma en elefante
- Magnaboss

La forma combinada de Lio Junior, Skywarp y Santon. Una fusión del valor de Lio Junior, la inteligencia de Skywarp y la bondad de Santon, él es un símbolo de la esperanza para los Maximals. De su Magnablade, espada formada del conjunto de la unión de las tres armas de los robots componentes, Magnaboss emite ondas de choque láser que sega a los enemigos que se acercan. Puede disparar también bolas tremendas de Angolmois de sus cuernos y disparar misiles de su cuerpo.

#### Insectrons
Antiguos mercenarios, los Insectrons terminaron en la región Antártica de Gaia donde viven pacíficamente. Starscream los engañó para que entraran en lucha contra los Cybertrons hasta que la artimaña fue arruinada por el ataque de Galvatron. Más tarde se aliaron con los Maximals. Ellos se han encontrado con sus enemigos jurados los Auto Rollers.
Nota: Los juguetes de los Insectrons son versiones repintadas de varios Predacons de Beast Wars con formas de insectos y representan a personajes totalmente diferentes.
- Bigmos

El líder de la fuerza insectoide conocida como los Insectrons. Sin embargo, cada uno de ellos hace lo que le complace, carecen de espíritu cooperativo. Antes de venir al planeta Gaia, eran soldados que iban por el universo, y conocían a los Auto Rollers. Bigmos puede transformarse en un tercer modo, el de hormiga-león. Tiene debilidad por el jugo de tomate. Los misiles que dispara de la boca pueden incluso perforar el acero. Se transforma en mosquito.
- Powerhug

El Maestro de Judo de los Insectrons, Powerhug se cubre con un caparazón increíblemente duro. Sincero de carácter, para alguna razón habla con un dialecto Kyushu. Hace mucho tiempo, tuvo una desagradable experiencia con los Auto Rollers. Su habilidad especial es la Rueda del Infierno, con la cual se convierte en una pelota y golpea duramente a sus adversarios. En el modo bestia, sus colmillos y la cola pueden cortar cualquier aleación. Su “gran abrazo” aplasta a sus enemigos. 
- Tonbot

El espía de los Insectrons. Su cola oculta poderosos misiles buscadores, y puede expulsar un líquido corrosivo de su boca, así como humo, envolviendo literalmente a los enemigos que le siguen en humo. Su velocidad de vuelo es la mayor de los Insectrons, y puede subir tan alto que llega hasta la estratosfera. Le encanta las puestas de sol. Adopta la forma de una libélula.
- Mantis

Los Insectrons son, a menudo, independientes cuando entran en acción, pero aún entre ellos, Mantis es un samurái especialmente frío. Es totalmente territorial, y no tolerará que nadie le perturbe su sueño. Los discos de sus brazos es su armamento siendo increíblemente afilados, y su ataque confunde la vista de sus enemigos, entonces aprovecha y les da el golpe final. Puede dirigir sus shurikens por telepatía. Los discos de Autolauncher le proporcionan un buen desafío. Adopta la forma de una mantis religiosa.
- Drill Nuts

El supuesto "Inventor más Grande de los Insectrons", Drillnuts está construyendo siempre aparatos sumamente inútiles. También es un experto en bombas y pólvora. Bastante sarcástico de personalidad, es también raramente tenaz. Utilizando el taladro de su brazo, puede viajar bajo tierra sin problemas, llevando a ataques por sorpresa bajo los pies de sus enemigos. Se transforma en un gorgojo.
- Scissorboy

Hablador y agudo, Scissorboy parece llevarse muy bien con Tasmanian Kid, siendo los dos muy buenos amigos. Antes de llegar al planeta Gaia, conocía a los Auto Rollers, pero no se llevaban bien con ellos. Las tenazas de su cola también se pueden llevar en la mano cuando está en modo robot. Se transforma en una tijereta.

#### Hermanos Jointrons
Un trío de hermanos del planeta Trias capaces de combinarse para formar a Tripledacus. Tienen una personalidad latina y, en ocasiones, se visten como una banda de mariachis mexicanos.
- DJ

El mayor de los tres hermanos, DJ tiene el hábito de vaya donde vaya de beber demasiado aceite. Ocultas en sus alas posee dos espadas. Usándolas normalmente puede cortar un árbol en dos con una simple estocada, pero prefiere usarlas como instrumento musical. También puede producir ondas de sonido que pueden ser oídas a una distancia de 10 000 km. Se transforma en una cigarra.
- Motorarm

El mediano de los tres hermanos Jointrons. Motorarm es un luchador de sumo que pertenece a la Asociación de Sumo Universal de Trias. Sus hermanos le someten a un constante entrenamiento para sosegar su siempre excitable naturaleza. Con su asombrosa fuerza puede incluso levantar a Megastorm. En su caparazón guarda su espada de acero llamada la Garra Utchari mientras los objetos se funden por la luz y el calor de los cuernos de su cabeza. Adopta la forma de un escarabajo.
- Gimlet

El más joven de los hermanos Jointrons. De carácter alegre aun en medio de la batalla. Sus tenazas tienen el poder de aplastar o prensar. Del interior de las tenazas saca unas cuchillas, pero normalmente no las usa como armas sino como maracas. ¡Hoy Amigo! Se convierte en una langosta.
- Tripledacus

Es la forma combinada de los Hermanos Jointrons. Más alto incluso que Galvatron y supera a Lio Convoy en habilidades, pero carece de movilidad. Su brazo derecho es el Triple Blaster, un arma multipropósito formada por la unión de las tres armas de los Jointrons. Puede cortar un tanque en dos o las espadas-misiles hundir una nave de combate a una distancia de 4 km. Su brazo izquierdo está conformado por los cuernos de Motorarm, los cuales pueden derretir cualquier cosa con tocarlo.
Nota: no confundir Tripledacus con Tripredacus de Beast Wars.

### Los Malvados Predacons
El legado del antiguo Imperio Decepticon es reclamar Cybertron y el universo. Pero para hacerlo, los Predacons necesitan reclamar la misteriosa y poderosa energía Angolmois. ¡Solamente tienen que vencer a Lio Convoy y a su abigarrada tripulación de jóvenes Maximals para comenzar la conquista de la galaxia!
Nota: Aunque muchos Predacons tengan un modo alterno de vehículo en lugar del de un animal, siguen siendo Predacons, el nombre de la facción no implica un modo animal. Además, varios Predacons (excepto Megastorm y BB) tienen nombres clásicos de Decepticons, pero ello no significa que sean los mismos personajes.
- Galvatron

Un malvado emperador que trama gobernar el universo, Galvatron es ambicioso, muestra simpatía por sus subordinados. Es un triple changer, de sus tres formas, el poder del modo dragón supera de lejos a Lioconvoy. Tiene la costumbre de hablar en sueños.
- Megastorm

Se transforma en un tanque, en esta forma sus ataques tienen la mayor fuerza destructiva de cualquiera en el planeta. Sin embargo, el problema es que toma demasiado tiempo antes de disparar. Su hermano Galvatron es más idealista y melindroso... mientras Megastorm tiende a ser más práctico que su hermano mayor. Aprendió del "Señor de Angolmois," el terrible secreto del planeta que es el escenario para sus batallas, su hermano ha llegado a ser cauteloso, lo cual ha permitido a Megastorm ser desleal y desconfiado a veces. 
- Starscream

Pequeño de cuerpo pero de gran orgullo, Starscream es el oficial superior del gigantesco BB. Un robot de ambición incomparable, más aún que Galvatron, sueña en ser líder. Sus habilidades especiales son la Formación Scream y sus dos misiles Screamwinder. Disfruta de Wagner, y tatarea mentalmente piezas del compositor cuando está empezando un ataque. Se convierte en un jet de combate.
- BB

Aunque grande de cuerpo, por mucho que las órdenes de Starscream sean traicioneras, responderá solo con la palabra "Roger" y lleva a cabo sus deberes fielmente. Es posible que haya algún trauma decisivo entre los dos. Una rareza entre los Predacons, es un soldado seguro que ha refrenado su lado excéntrico. Puede lanzar un fuego rápido de misiles Screamwinder, que comparte con Starscream, de su Lanzador de BB. Adopta la forma de un bombardero invisible al radar.
- Dirge

Un soldado sónico que se desliza libremente por los cielos. De carácter, es el hombre serio de un dúo cómico, soltando auténtica tempestades de insultos maliciosos. Puede guardar su arma (el Fusil del canto fúnebre) en sus piernas, o lo cambia al modo de cañón largo para aumentar su poder. Sorprendentemente, Dirge es un gastrónomo, se preocupa de la calidad y de “cocinar” energía. Adopta la forma de un jet de combate.
- Thrust

A pesar de tener la personalidad bromista de un dúo cómico, Thrust es realmente el más sagaz de los Predacons. Él y Dirge forman un conjunto muy conocido. Como Dirge, puede almacenar su arma en sus piernas o aumentar su poder convirtiéndola en la forma de cañón largo. Thrust odia la brisa de mar, pues oxida, y así que también odia a Scuba. Adopta la forma de un jet de combate.

#### Autorollers
- Autostinger

Un guerrero que hizo que su nombre resonara a través de todo espacio como un mercenario, él había luchado contra los Predacons y apresado por ellos, pero fue salvado por Galvatron antes de que fuera ejecutado. Desde entonces, ha dirigido toda su lealtad hacia Galvatron como el capitán de sus guardaespaldas. Los misiles buscadores gemelos de su brazo derecho persiguen tenazmente a su presa, mientras las tenazas del brazo izquierdo se pueden utilizar como un fusil de aturdimiento.
- Autocrasher

Un duro sargento con un cuerpo reforzado por un blindaje voluminoso, está siempre intimidando a los miembros más jóvenes de los Predacons. La pala del pecho es especialmente firme, capaz de desviar cualquier ataque. Su lema es, "Un soldado no tiene que pensar acerca de por qué lucha. Solamente necesita ganarla." La sierra de su brazo izquierdo puede talar bosque tras bosque, mientras los misiles de su brazo derecho son del tipo buscador, como Autostinger su brazo izquierdo se puede utilizar como un fusil de aturdimiento. Su forma alternativa es una pala excavadora.
- Autojetter

Un guardia aéreo, Autojetter preserva la supremacía aérea al lado de Galvatron cuando vuela en su modo de dragón. Su personalidad es algo problemática, disfruta de la guerra por puro placer. En el modo avión de combate, se estrelló cuando un grupo de libélulas fue absorbida por las toma de aire, y desde entonces ha tenido un enorme odio hacia los insectos. Los cohetes triples de sus brazos son sobresalientemente poderosos, y pueden ser utilizado tanto en tierra como en mar.
- Autolaunher

Un experto con arpón submarino. El puesto de guardaespalda lo obtuvo gracias a su capitán pero es bastante egoísta para el puesto, pues descuidará la seguridad de Galvatron para ser el primer en entrar al campamento del enemigo. El lanzador del disco en el pecho también tiene función temporizador, lanzando discos a la base enemiga y entonces los hace estallar. Rivaliza con su compañero Mantis, el maestro de los discos. Adopta la forma de un vehículo blindado.

#### Piratas del Espacio Seacons
- Halfshell

El líder de los piratas del espacio conocidos como los Seacons, Halfshell es muy calculador. Se transforma en una tortuga mecánica de mar. Ve todo en términos de dinero, pero es inesperadamente compasivo. Tipo magnánimo. Despiadado contra el enemigo, apacible para con los amigos. Armado con cañones en modo bestia y del “Dai Sharif Cutre” en el modo de robot. 
- Scylle

Scylle es el único combatiente Seacon femenino, pero no lo subestime por su aspecto. Es aficionada al juego, mujer orgullosa. Se enamoró de Scuba a primera vista. El nombre se pronuncía “S-Kyu-Leh". Se transforma en mecha-calamar y se arma con el “Skelaser” en este modo.
- Coelagon

De 80.000 años de edad. Y gran poseedor de saber. Sin embargo, su "conocimiento" de tesoros es con frecuencia falso. Conoce la existencia de la Energía Angolmois y dirigire a los Seacons hasta Gaia. Se transforma en un mecha-celacanto y se arma con el “Siira Fubuki” en el modo de mecha-bestia.
- Terrormander

Un Transformer manta, Terrormandar es el más joven del Seacons. Es un chico perezoso, aunque una vez que lucha, su poder destructivo es increíble. Se transforma a una mecha-manta. Armado con “MandarRock” en el modo de mecha-bestia y “MandarBreak” en el modo de mecha-bestia. 
- Sea Phantom

Un Transformer tiburón. Como una bala, es un tipo muy belicoso. Le gustan los ataques por sorpresa que realiza con su habilidad de teletransporte. Un gran comedor que muerde todo con sus colmillos. Se transforma en un mecha- tiburón. Las armas incluyen Mandíbulas Fantasmales en el modo de mecha-bestia y Aleta Fantasmal, también en modo de mecha-bestia.
- God Neptuno

¡La forma combinada de Halfshell, Scylle, Coelagon, Terrormander y Sea Phantom, Blande su gigantesca "Espada Neptuno", God Neptuno aplasta a todos los que le desafían. Es un desafío incluso para Galvatron, y es una formidable fuerza en el océano.
Nota: diferentes personajes a los Seacons de la G1.

#### Cyber Bestias
Después de estar en contacto con la malvada energía Angalmois Megastorm, Starscream, BB, Dirge y Thrust son reformados en cyber-bestias.
- Gigastorm

La nueva forma de Megastorm, ha subido de poder gracias a la malvado energía Angolmois. Puede adoptar tres formas, de dinosaurio destructor a base de ataque. Sus audaces ofensivas, usando un poder tremendo, fuerza a los Maximals a no poder salir. Está al límite de no considerar a Galvatron su hermano mayor. El Giga cuerno de su cabeza es más duro que diamante, y puede perforar a través de cualquier cosa.
- Hellscream

Es la forma evolucionada de Starscream, creada cuando cayó en la energía de Angolmois por Gigastorm. Su odio reaccionó con la energía mala Angolmois. Ahora es aún más salvaje y cruel que antes, atacando a sus adversarios con armas tales como sus shark-winder y Terror-storm. De hecho, espera la hora propicia para tener una oportunidad de destronar del poder a Gigastorm. Se transforma en un cyber-tiburón.
- Max-B

La nueva forma de BB, creada cuando cayó en la energía de Angolmois por Gigastorm.
y su odio reaccionó con la energía mala Angolmois. Su ferocidad aumentó, y ha venido a disfrutar de actos de la destrucción. Su arma multiuso Backstop se encuentra en la espalda, y la cola también puede llegar a ser un arma. Sinceramente, se le podría llamar una máquina andante de destrucción. Su lealtad a Hellscream, sin embargo, no ha cambiado. Se transforma en un cyber-lobo. 
- Dirgegun

Ha subido de poder en todos los aspectos. Esgrime un Lanzador de Aguijones, que inyecta poderosos virus de ordenador a sus enemigos. Su Disparo de Aguijón, con su alto poder de carencia, lanza agujas que paralizan a sus enemigos. Y su "Blast Leader" es un ataque sónico que da resultados tremendos. Dirgegun ha jurado la lealtad a Gigastorm quien lo reconstruyó. Se transforma en una cyber-avispa.
- Thrustor

Ha subido de poder en todos los aspectos, Thrustor esgrime armas de ataque especiales solo para él. Su Dino-misil es un proyectil mortal que atrapa a su enemigo y entonces estalla. Su cuerno puede congelar el cuerpo de su enemigo. Y su “Raptor Shield” es una barrera deflectiva que puede girar a alta velocidad. Él y Dirgegun han prometido una total lealtad a Gigastorm, quien los reconstruyó. Se transforma en un cyber-raptor.

#### Otros personajes
- Artemis

Una misteriosa mujer robótica que observa los sucesos de los Maximals y Predacons en Gaia. Ayuda a los Maximals contra Galvatron cuando lo necesitan. Lleva un gran mazo para mantener a su socio, Moon, en línea. A pesar de estar con los Maximals, Artemis está prendara por el Predacon Starscream. Esto molesta mucho a Moon.
- Moon

Moon es un conejo transfomer que observa a Gaia con su socia, Artemis. Actúa generalmente como un calmo observador junto al lado de Artemis. Se supone que debe ser neutral en el conflicto pero está del lado de los Maximals debido a la naturaleza destructiva de los Predacons.
- Black Lio Convoy

Un siniestro clon de Lio Convoy que se hizo con malvada energía Angolmois, Lio Convoy sirve a Galvatron y pretende derrotar al original. Fuerte, astuto, y tan poderoso como el comandante Maximal. La matriz malvada todavía esta unida a las energías de Gaia. 
- Majin Zarak

Un super-arma de orígenes desconocidos, Majin Zarak es la última amenaza contra los Maximals. Existe solo para destruir. Se transforma en portaaviones equipado con Zarak-Cañón y misiles. El modo demoníaco del robot se diseñó para destruir ejércitos enteros con poderosas armas y posee un blindaje súper grueso. No tiene personalidad verdadera, pero es efectivo en lo que hace.

## Serie de Televisión/Película
Ficha técnica:
- Nombre japonés: Beast Wars II Chou Seimei Tai Transformers
- Nombre japonés: ビーストウォーズII 超生命体トランスフォーマー
- Fecha comienzo y fin: 1 de abril de 1998 - 27 de enero de 1999
- Hora de emisión: Miércoles, 6:30-7:00 p. m. (18:30-19:00)
- Número de episodios: 43
- Estudio de animación: Ashi Production
- Compañía de Producción: Nippon Ad Systems (NAS), Ashi Production, TV Tokyo
- Cadena TV donde se emitió: TV Tokyo (TX)
- Director de la Serie: Osamu Sekita
- Planning: Junki Takegami (composición serie)
- Diseñador de personajes: Hiroyuki Ookawa y Takahiro Yamada
- Género/os: ciencia ficción, robots gigantes, viajes espaciales, aventura, bélico

Durante la emisión de la serie se proyectó en los cines la película de Beast Wars II con buena aceptación del público.

## Línea de juguetes
Estuvo formada principalmente por repintados y/o remodelados de anteriores líneas de juguetes de Transformers, como son Tryticon de la G1, moldes realizados y sin realizar de la G2, repintados de Machine Wars y de personajes que no aparecen en Beast Wars. los únicos nuevos juguetes son Lio Convoy, Galvatron y Moon. A continuación el listado de los juguetes:

### Maximals
- C-12 Apache (mismo molde y colores que B´boom de Beast Wars)
- C-13 Bighorn (recoloreado de Bonecrusher)
- C-14 Tasmania Kid (mismo molde y colores que Snarl)
- C-15 Scuba (mismo molde y colores que Claw Jaw)
- C-16 Lio Convoy
- C-17 Bigmos (repintado del Predacon Transquito)
- C-18 Powerhug (repintado del Predacon Retrax)
- C-19 Tonbot (repintado del Predacon Jetstorm)
- C-20 Mantis (ligeramente repintado del Predacon Manterror)
- C-21 Drill Nuts (repintado del Predacon Drill Bit)
- C-22 Scissorboy (mismo colores que el Predacon Powerpinch)
- C-23 DJ (repintado de Cicadacon)
- C-24 Motorarm (repintado de Ram Horn)
- C-25 Gimlet (repintado de Sea Clamp)
- C-26 Lio Junior (repintado de Prowl)
- C-27 Skywarp (ligeramente repintado de Silverbolt)
- C-28 Santon (ligeramente repintado del Maximal Ironhide)

- X-2 Diver (repintado del Predacon Spittor) & Niagara Base
- X-3 Tripledacus (Gestalt robot), incluye: DJ, Motorarm, Gimlet
- X-4 Magnaboss (Gestalt robot), incluye: Lio Junior, Sky Warp, Santon
- X-5 Ikard & Takotank con Sumi-Car

Repintados (Comic Bom Bom magazine):
- C-12 Apache (en color verde)
- C-13 Bighorn (en azul)
- C-14 Tasmania Kid (en amarillo y azul)
- C-15 Scuba (en blanco y rosa)
- C-16 Lio Convoy (en morado)
- C-16 Lio Convoy (en dorado)
- C-16 Lio Convoy (en negro y rojo)
- C-26 Lio Junior (en blanco) con un puzle de BW II
- C-26 Lio Junior (en negro) con un puzle de BW II

- X-2	Diver (en rojo)

### Predacons
- D-12	Megastorm (repintado de Megatron G2)
- D-13	Starscrem & BB
- D-14	Dirge
- D-15	Thrust
- D-16	Galvatron
- D-17	Autostinger
- D-18	Autocrasher
- D-19	Autojetter
- D-20	Autolauncher
- D-21	God Neptune (Box Set)
  - Halfshell
  - Terrormander
  - Sea Phantom
  - Coelagon
  - Squille
- D-22	Gigastorm con Gigascouter
- D-23	Hellscream
- D-24	Max B
- D-25	Dirgegun
- D-26	Thrustor

### Versus Sets (Maximal versus Predacon)
- VS-12 Enfrentamiento de artillería

	Apache vs Megastorm	
- VS-13 Enfrentamiento de 2 contra 1

	Bighorn vs Starscrem & BB		
- VS-14 Enfrentamiento en el horizonte

	Tasmania Kid vs Dirge	
- VS-15 Enfrentamiento en el horizonte

	Scuba vs Thrust	
- VS-16 El Mayor Enfrentamiento en la historia

	Lio Convoy vs Galvatron
- VS-17 Enfrentamiento en una región desconocida

	Bigmos vs Autostinger	
- VS-18 Showdown of the First Priest

	Powerhug vs Autocrasher
- VS-19 Enfrentamiento en la estratosfera

	Tonbot vs Autojetter	
- VS-20 Enfrentamiento de discos

	Mantis vs Autolauncher

### Otros personajes
- S-2 Moon

- S-2 Moon (repintado en blanco)